# Звенигородский городок
Звенигородский городок — кремль города Звенигорода Московского, бывшая резиденция звенигородских удельных князей. Звенигородцы издавна называют это место городком.

## Звенигородский городок до XIV века

Успенский собор что на Городке (1396—1399, реконструкция первоначального облика Б. А. Огнева)

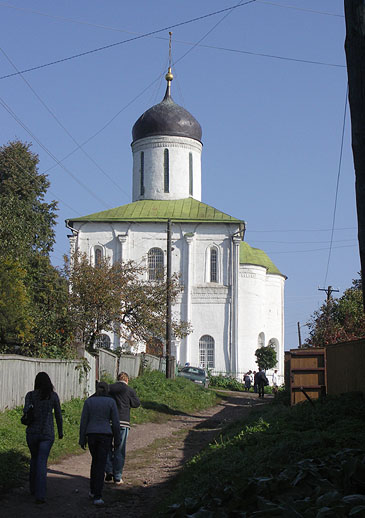
Успенский собор что на Городке (1396—1399)

Археологические данные говорят о наличии укреплённого поселения на месте Звенигородского городка со второй половины XII — начала XIII века. Первое известное письменное упоминание Звенигорода встречается в духовной грамоте московского князя Ивана Даниловича Калиты в 1339: «А се даю сыну своему Ивану Звенигород». Так город становится центром удельного княжества (существовало в 1339—1492) Ивана Ивановича, сына Калиты. Известно, впрочем, что первые звенигородские князья обычно жили в Москве. Это свидетельствует о том, что Звенигород не был в то время хорошо отстроенным городом и воспринимался прежде всего как опорный пункт на подступах к Москве. В то время он, видимо, располагался в пределах городка.
Скорее всего, в те времена городок был укреплен довольно примитивно. Он располагался на высоком холме на левом берегу Москвы-реки; естественными преградами служили также маленький приток Москвы-реки — Жерновка, а также овраги и окружающий город густой сосновый лес. По археологическим данным, с XII века здесь существовал небольшой вал, укреплявший городок с северной стороны. По верху вала, а также по кромке естественного края холма была, видимо, возведена изгородь из бревен. Археологи не исключают, что существующий сейчас с напольной стороны холма овраг был некогда рвом, выкопанным самими жителями города.

## Городок при Юрии Звенигородском
По завещанию Дмитрия Донского в 1389 году Звенигородское удельное княжество досталось его второму сыну Юрию Дмитриевичу, который превратил Звенигород в подлинную столицу своих владений (включающих также Галич-Костромской, Рузу и Вятку) и жил здесь почти постоянно до 1425. В годы правления Юрия Дмитриевича город был укреплен системой земляных валов (8 м в высоту). Внешняя сторона вала была покрыта глиной: его крутую (до 70 градусов) наклонную плоскость достаточно было слегка полить сверху водой, чтобы сделать неприступной. По гребню вала высились мощные деревянные стены с башнями (остатки двух дубовых башен обнаружены археологами) и бойницами.
В 1395 году в самом центре кремля князь строит деревянный золотоверхий терем-дворец. Около 1399 в центре рядом с ним возвели белокаменный Успенский собор (предположительно был расписан Андреем Рублевым), который соединялся особым переходом с дворцом (сейчас на месте этого перехода — позднейшая звонница).
В 1382 и 1408 годах Городок был взят татарами (первый раз Тохтамышем, второй — Едигеем).

## Городок в позднейшее время
В 1492 году деревянная крепость с посадом окончательно была присоединена к Москве. В XVI—XVII веках стратегическая роль Звенигородского городка зависела от положения дел на западной границе. Когда в составе Московской Руси находился Смоленск, городок не имел особого значения в качестве крепости. В середине XVII века более важным форпостом стал укрепленный царем Алексеем Михайловичем находящийся неподалёку Саввино-Сторожевский монастырь.
От древнего Городка сохранились земляные валы и Успенский собор.
Рядом с Успенским собором в 1893 году была выстроена небольшая деревянная Богоявленская церковь в русском стиле для богослужений в зимнее время. Она сгорела в 1920-х. В настоящее время на её месте построен новый небольшой кирпичный храм.

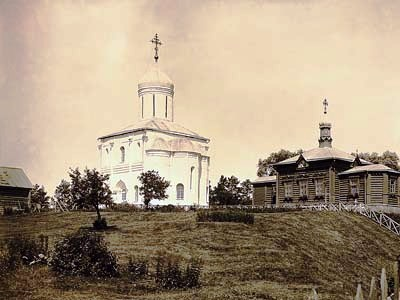
Успенский собор и деревянная церковь Вознесения Господня. 1899

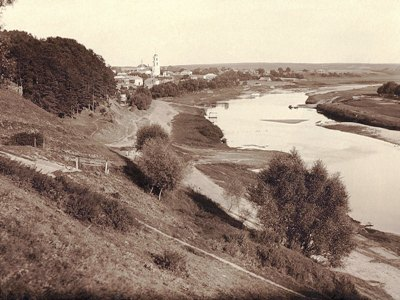
Вид с Городка на Нижний Посад.1896